# 18555 Courant
18555 Courant (1997 CN4) là một tiểu hành tinh vành đai chính được phát hiện ngày 4 tháng 2 năm 1997 bởi P. G. Comba ở Prescott.